# غودفري لي
غودفري لي (بالإنجليزية: George B. Lee)‏ (19 مارس 1817 - 29 يناير 1903) هو لاعب كريكت بريطاني (وحمل سابقاً جنسية المملكة المتحدة لبريطانيا العظمى وأيرلندا).